# Hugo González Sotos
Hugo González Sotos (Valencia, 7 febbraio 2003) è un calciatore spagnolo, centrocampista del Celta Vigo B in prestito dal Valencia.

## Carriera
González è entrato a far parte del settore giovanile del Valencia nel 2010 ed ha percorso tutta la trafila delle varie categorie giovanili del club. Nel 2020 è stato assegnato al Valencia Mestalla con cui ha iniziato a maturare esperienza in terza divisione.
Il 13 maggio 2021 ha rinnovato il proprio contratto fino al 2023 e dieci giorni dopo ha segnato il suo primo gol contro L'Hospitalet.
Nel 2023 è stato promosso in prima squadra, con cui ha debuttato il 18 agosto nel match di Liga vinto 1-0 contro il Las Palmas.

## Statistiche

### Presenze e reti nei club
Statistiche aggiornate al 12 novembre 2023.
| Stagione        | Squadra           | Campionato      | Campionato | Campionato | Coppe nazionali | Coppe nazionali | Coppe nazionali | Coppe continentali | Coppe continentali | Coppe continentali | Altre coppe | Altre coppe | Altre coppe | Totale | Totale | Totale |
| Stagione        | Squadra           | Comp            | Pres       | Reti       | Comp            | Pres            | Reti            | Comp               | Pres               | Reti               | Comp        | Pres        | Reti        | Pres   | Reti   |        |
| --------------- | ----------------- | --------------- | ---------- | ---------- | --------------- | --------------- | --------------- | ------------------ | ------------------ | ------------------ | ----------- | ----------- | ----------- | ------ | ------ | ------ |
| 2019-2020       | Valencia Mestalla | SDB             | 1          | 0          |                 | -               | -               |                    | -                  | -                  |             | -           | -           | 1      | 0      |        |
| 2020-2021       | Valencia Mestalla | SDB             | 22         | 1          |                 | -               | -               |                    | -                  | -                  |             | -           | -           | 22     | 1      |        |
| 2021-2022       | Valencia Mestalla | TDR             | 21         | 8          |                 | -               | -               |                    | -                  | -                  |             | -           | -           | 21     | 8      |        |
| 2022-2023       | Valencia Mestalla | SF              | 20         | 4          |                 | -               | -               |                    | -                  | -                  |             | -           | -           | 20     | 4      |        |
| 2023-2024       | Valencia Mestalla | SF              | 5          | 1          |                 | -               | -               |                    | -                  | -                  |             | -           | -           | 5      | 1      |        |
| 2023-2024       | Valencia          | PD              | 5          | 0          | CR              | 1               | 0               |                    | -                  | -                  |             | -           | -           | 6      | 0      |        |
| Totale carriera | Totale carriera   | Totale carriera | 74         | 14         |                 | 1               | 0               |                    | -                  | -                  |             | -           | -           | 75     | 14     |        |